# Antonio P. García
Antonio P. García (Chilecito, 17 de enero de 1863 - Buenos Aires, 6 de septiembre de 1915) fue un político argentino, que ocupó varios cargos públicos, entre ellos el de Gobernador de la provincia de La Rioja durante tres meses.
Era vecino del pueblo de Nonogasta, donde tenía una finca con olivos y viñedos. Fue legislador provincial, gerente del Banco de la Provincia de La Rioja y Jefe de Policía de su provincia natal. Fue ministro de gobierno de su tío, el gobernador Francisco Vicente Bustos. Cuando este renunció para asumir como senador nacional, en 1889 ocupó el cargo de gobernador hasta el final de su mandato, tres meses más tarde, entregando el gobierno a Joaquín V. González.
Más tarde fue senador nacional, Diputado Nacional y nuevamente Senador Nacional por su provincia.
Falleció en septiembre de 1915 en Buenos Aires, mientras se desempeñaba como diputado Nacional.